# Música alternativa
La música alternativa es un término que  agrupa a todos los tipos de música que se contraponen a los modelos oficiales comúnmente aceptados. Este tipo de música no cuenta con rasgos diferenciadores que la conviertan en un estilo musical único y reconocible, sino que agrupa gran número de géneros musicales que se alejan de la música comercial o industrial y que tienen cada uno sus características propias.
Este término abarca un gran número de subgéneros, entre los que destacan el rock alternativo, el grunge, el indie, la world music, la New Wave o la música folk, Rap alternativo, entre otros. No obstante, los artistas representativos de la música alternativa no siempre se encuadran dentro del mismo subgénero, sino que cada una de sus composiciones puede corresponderse a un tipo distinto de música alternativa.
La principal distinción que realizan, tanto el público como los críticos, al uso de esta denominación es que lo alternativo, en cuanto es asumido por el sistema, se convierte en un producto de masas, por lo que deja de oponerse a lo comercial y por ello deja de ser alternativo.